# Jerzy Kranc (lotnik)
Jerzy Mieczysław Kranc (ur. 24 maja 1909 w Brzeźnie, zm. 18 czerwca 1960 w Poznaniu) – podpułkownik dyplomowany pilot Wojska Polskiego, dowódca dywizjonu 304, kawaler Virtuti Militari.

## Życiorys
Był synem Mieczysława Wiktora i Janiny Zofii z domu Brzostowska, miał dwie młodsze siostry Izabelę i Annę. W 1927 r. zdał maturę w Gimnazjum Koedukacyjnym w Koninie i zgłosił się do odbycia służby wojskowej. Został skierowany do Szkoły Podchorążych Piechoty w Komorowie k. Ostrowi Mazowieckiej. Szkołę ukończył 15 sierpnia 1930 r. i został promowany do stopnia podporucznika.
Został przydzielony do 58. pułku piechoty. Zdecydował się na zmianę rodzaju broni i w 1933 r. odbył kurs obserwatorów innych broni w Centrum Wyszkolenia Oficerów Lotnictwa w Dęblinie. W 1934 r. został przeniesiony do 44. pułku piechoty, a rok później rozpoczął praktykę w 2. pułku lotniczym. Po jej ukończeniu w 1936 r. został przydzielony do 24. eskadry rozpoznawczej. We wrześniu 1937 r. został dowódcą plutonu I/26 26. eskadrze towarzyszącej. Następnie służył w 21. eskadrze bombowej lekkiej. W 1939 r. zdał egzaminy do Wyższej Szkoły Wojennej, zdążył jeszcze odbyć praktyki w formacjach artylerii, artylerii przeciwlotniczej, lotnictwie bombowym i piechocie. W ramach mobilizacji Wojska Polskiego w sierpniu 1939 r. jego eskadra została wcielona do Brygady Bombowej. Po wybuchu II wojny światowej pełnił obowiązki oficera taktycznego II dywizjonu bombowego lekkiego.
Po zakończeniu kampanii wrześniowej został ewakuowany do Rumunii, trafił do obozu dla internowanych żołnierzy w Câmpulung. Pod koniec października przedostał się do portu Bałczik, skąd odpłynął 5 listopada na pokładzie statku „Patris Malta” na Maltę. Stamtąd, na pokładzie statku „Franconia”, wypłynął do Marsylii. Dotarł tam 19 listopada, po czym został skierowany do polskiej Bazy Lyon-Bron. Został mianowany dowódcą eskadry mechaników, funkcję tę pełnił do początku stycznia 1940 r. Następnie był wykładowcą nawigacji w oddziale obsługi naziemnej.
Po upadku Francji przedostał się do portu Argelès-sur-Mer, skąd na pokładzie „Arandora Star” został ewakuowany do Wielkiej Brytanii. 27 czerwca znalazł się w Liverpoolu i zgłosił się do służby w Polskich Siłach Powietrznych. Otrzymał numer służbowy RAF P-0047. Odbył szkolenie na brytyjskim sprzęcie i otrzymał przydział do dywizjonu 309. Od 1 września 1940 r. znalazł się w składzie personelu latającego dywizjonu 304. Od 5 stycznia do 8 lutego 1941 r. brał udział w kursie strzelców pokładowych w West Freugh. W nocy z 2 na 3 maja wykonał swój pierwszy lot bojowy na bombardowanie Emden. W roli strzelca pokładowego wykonał 14 lotów bojowych. 21 września 1941 r. został odznaczony Krzyżem Srebrnym Orderu Wojennego Virtuti Militari, dekoracji dokonano 21 listopada. 28 grudnia 1941 r. rozpoczął kurs pilotażu, który ukończył 13 marca 1942 r. i powrócił do służby w dywizjonie 304. Początkowo latał jako drugi pilot, a następnie pierwszy wykonywał loty na poszukiwanie niemieckich U-bootów w Zatoce Biskajskiej.
12 maja 1943 r. został dowódcą eskadry „B”. 10 kwietnia 1944 r. został mianowany dowódcą dywizjonu 304 i pełnił tę funkcję do 3 stycznia 1945 r. Łącznie odbył 57 lotów bojowych w dwóch turach.
Został skierowany do Wyższej Szkoły Lotniczej, którą ukończył w ramach VI kursu. Od września 1945 r. został oficerem łącznikowym w Dowództwie Polskich Sił Powietrznych do spraw kontaktów z kierownictwem Marynarki Wojennej. Od 14 maja 1946 r. służył w Dowództwie 2. Grupy Brytyjskiego Lotnictwa Okupacyjnego. 28 lutego 1947 r. dołączyła do niego na terenie okupowanych Niemiec żona Halina z synem Wojciechem.
Po demobilizacji zdecydował się w 1947 r. na powrót do Polski. Jako były żołnierz Polskich Sił Zbrojnych nie znalazł pracy w lotnictwie. Zatrudnił się w spółdzielni mleczarskiej w Poznaniu jako księgowy. Następnie pracował do 1954 r. w Centralnym Zarządzie Przemysłu Mleczarskiego. Zmarł 18 czerwca 1960 r. w Poznaniu, został pochowany na tamtejszym cmentarzu Junikowo.
Pozostawił wspomnienia w postaci pamiętnika pisanego w latach 1939–1947. Zostały wydane drukiem w 2016 r.

## Ordery i odznaczenia
Za swą służbę otrzymał odznaczenia:
- Krzyż Srebrny Virtuti Militari nr 9185,
- Krzyż Walecznych – czterokrotnie,
- Medal Lotniczy – czterokrotnie.